# 干贾壮头蛛
干贾壮头蛛（学名：Chorizopes khanjanes）为园蛛科壮头蛛属的动物。分布于印度以及中国大陆的湖南、广西等地。该物种的模式产地在湖南、广西。